# 마사초
마사초(Masaccio, 1401년 12월 21일 ~ 1428년)는 초기 르네상스 시대의 이탈리아의 화가이다.

## 생애
마사초는 이탈리아의 작은 마을 산조반니발다르노에서 1401년 공증인의 아들로 태어났다. 5살이 되던 해 아버지가 사망하자 그의 어머니는 늙은 약방 주인과 재혼한 것으로 전해진다. 이 후의 마사초의 성장 과정에 관해서는 알려진 바가 거의 없다. 
남아 있는 문서상의 기록으로는 1422년 마사초는 당시 피렌체 화풍을 이끄는 메디치 화가조합(Medici e speziali)에 가입한 것으로 보인다. 그는 미술에 대한 정열이 지나쳐 외모에는 전혀 신경을 쓰지 않았기 때문에 '지저분한 톰'이라고 불렸다고 한다. 아무튼 1423년에서 1425년 사이에 마사초는 많은 인물화와 프레스코, 그리고 성당의 제단화를 그린 것으로 추측된다.
마사초의 프레스코, 특히 산타 마리아 델 카르미네 성당의 브란카치 기도소(Cappella Brancacci)에 마솔리노와 함께 구약 및 신약성서의 내용을 주제로 한 프레스코는 르네상스 미술의 효시라고 미술사가들은 평가하고 있다.
산 조반니 세례당 벽화의 일부인 프레스코화 〈에덴 동산에서 추방되다〉(1426~1427)은 선악과를 먹은 죄로 에덴 동산에서 쫓겨나는 아담과 하와를 그렸다. 두 사람의 뒤로 드리워진 뚜렷한 그림자는 미술사의 새로운 단계를 알리는 신호였다. 쫓겨나는 하와가 처절한 울음을 터뜨리는 모습은 인간적인, 너무도 인간적인 감정의 표출서 보는 이의 동정을 자아낸다.

## 원근법과 명암법
마사초는 젊은 시절 피렌체에서 조토의 작품을 모사 하면서 시간을 보냈다. 브루넬레스키와 도나텔로를 사귀게 되어 원근법이라는 새로운 기술을 배우게 된다. 1423년에는 그들의 격려로 마솔리노와 함께 로마로의 시간여행을 가서 고대 로마, 그리스 작품에 영향을 받게 된다. 이 시기를 기점으로 화려한 장식의 고딕 양식에서 벗어나 좀 더 자연스럽고 사실적인 묘사에 치중하게 된다. 

## 작품

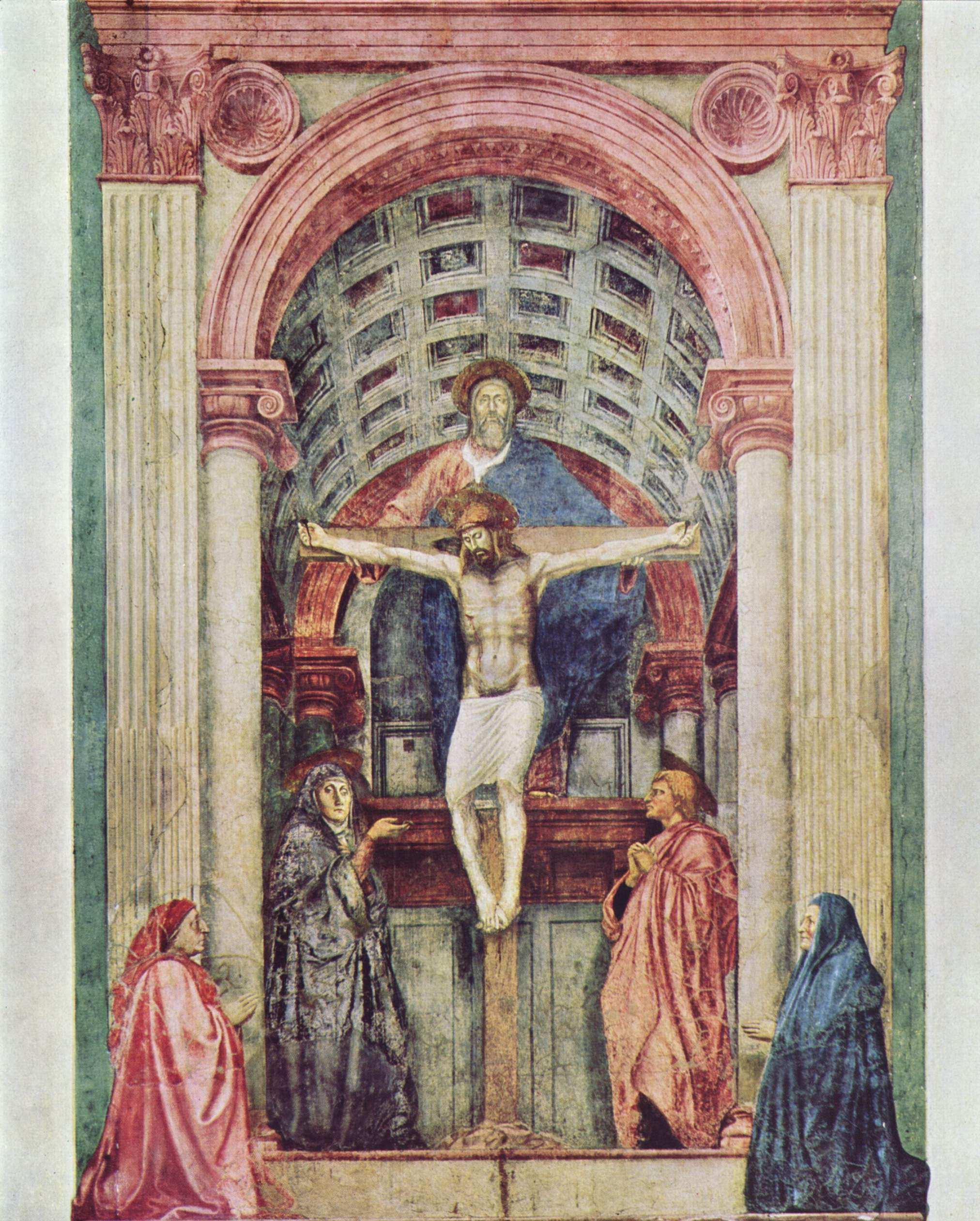
《성 삼위일체》(1425~1428) - 산타 마리아 노벨라 성당, 피렌체
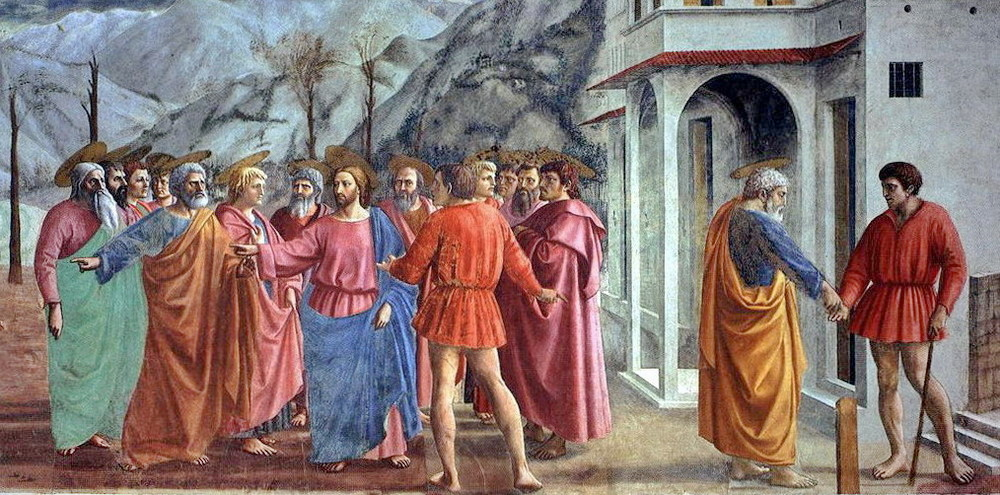
성전세 (1425년경) - 산타 마리아 성당, 피렌체
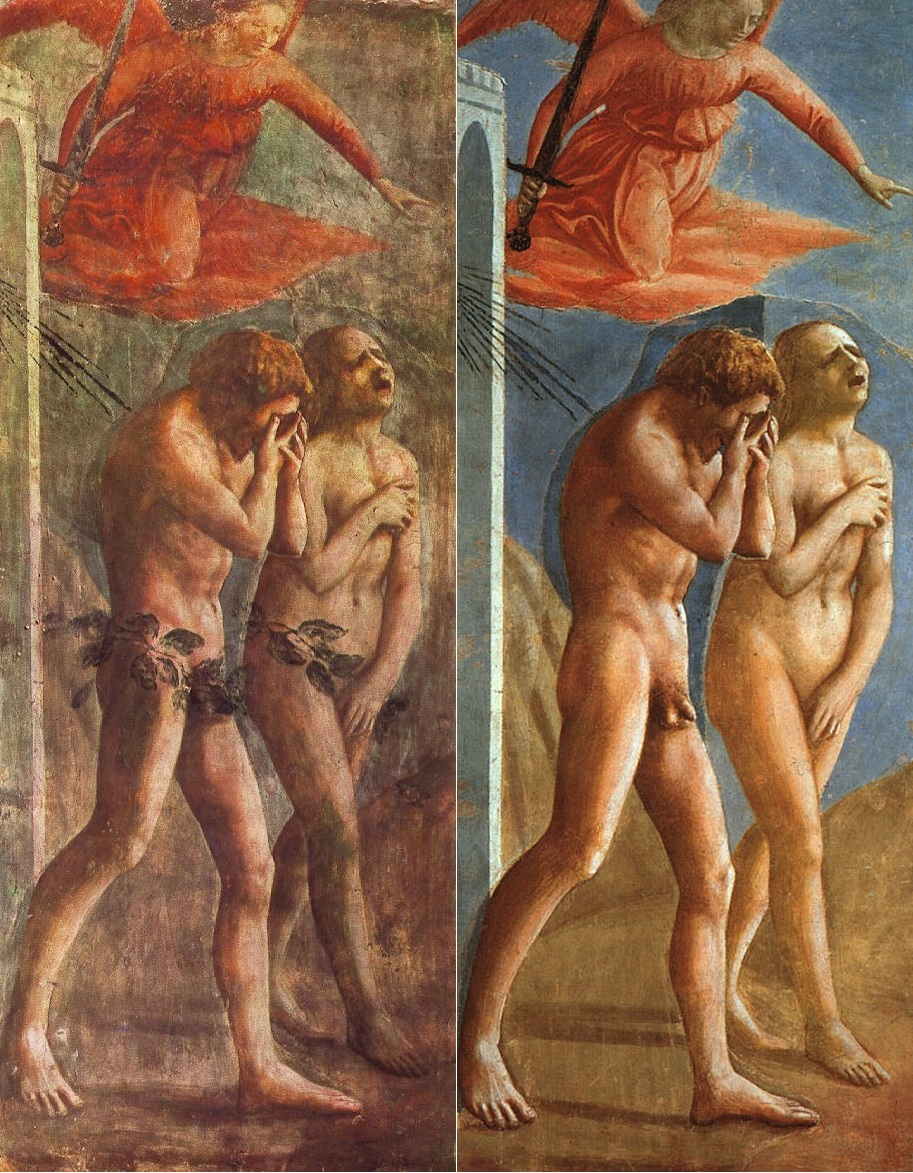
에덴 동산에서 추방되다(1426~1427) 산 조반니 세례당, 피렌체

## 같이 보기
- 서양화

1. ↑  이진숙 (2025). 《새로 고침 서양 미술사》. 돌베개.